# فرودگاه بین‌المللی مارگارت اکپو
فرودگاه بین‌المللی مارگارت اکپو (به انگلیسی: Margaret Ekpo International Airport) یک فرودگاه همگانی با کد یاتا CBQ است که یک باند فرود آسفالت دارد و طول باند آن ۲۴۵۱ متر است. این فرودگاه در کشور نیجریه قرار دارد و در ارتفاع ۶۴ متری از سطح دریا واقع شده‌است.

## شرکت‌های هواپیمایی و مقصدهای پروازی
| شرکت‌های هواپیمایی | مقصدهای پروازی             |
| ----------------- | -------------------------- |
| Aero Contractors  | مرتلا محمد                 |
| Air Peace         | ننامدی آزیکیوه، مرتلا محمد |
| آریک ایر          | ننامدی آزیکیوه، مرتلا محمد |
| آسوشیتد ایویشین   | مرتلا محمد                 |